# سنت ژم، اندر
سنت ژم، اندر (به فرانسوی: Sainte-Gemme) یک کمون در فرانسه است که در اندر واقع شده‌است. سنت ژم ۳۲٫۵ کیلومتر مربع مساحت و ۲۶۱ نفر جمعیت دارد و ۸۵ متر بالاتر از سطح دریا واقع شده‌است.